# Copa Mundial Femenina de Fútbol Sub-20 de 2016
La Copa Mundial Femenina de Fútbol Sub-20 de 2016 (del inglés: 2016 FIFA U-20 Women's World Cup) fue la octava edición de dicho torneo. Se disputó en Papúa Nueva Guinea, el cuarto país de Oceanía además de Australia, Nueva Zelanda y Polinesia Francesa —registrada en FIFA bajo el nombre de Tahití— en organizar un torneo de la FIFA. Aunque el máximo organismo del fútbol mundial le había concedido originalmente a Sudáfrica el derecho de ser sede, el país africano declinó la organización.
Por primera ocasión en un torneo femenino de la FIFA tomaron parte dos selecciones de la OFC. Por un lado la selección local, clasificada automáticamente como sede, y por otro el seleccionado neozelandés, vencedor del Campeonato de la OFC. Es apenas la cuarta competición FIFA en la que esto sucede; previamente se había dado en la Copa Mundial Sub-17 de 1999, en la que compitieron Australia, por ese entonces miembro de la confederación oceánica, y Nueva Zelanda; la Copa Mundial de Fútbol Playa de 2013, que contó con las Islas Salomón y Tahití; y la Copa Mundial Sub-20 de 2015 en la que Nueva Zelanda y Fiyi representaron al continente oceánico.

## Organización

### Elección de la sede
Tres países mostraron su interés en acoger el evento originalmente previo a la fecha límite de marzo de 2013: Irlanda, Noruega y Sudáfrica. En una reunión del Comité Ejecutivo de la FIFA celebrado el 5 de diciembre de 2013, el país africano fue escogido como anfitrión, pero posteriormente declinó su intención de organizar el evento.

Tras la renuncia de Sudáfrica, se abrió una nueva convocatoria para escoger la nueva sede del certamen internacional, en la que países como  Suecia y Papúa Nueva Guinea mostraron su intención de organizar el torneo. El 20 de marzo de 2015 en una reunión del Comité Ejecutivo el país oceánico fue elegido por sobre su par europeo.

## Sedes
En abril de 2015, los delegados de la FIFA visitaron cuatro recintos, todo ellos situados en Puerto Moresby, la capital papú: Hubert Murray, Sir John Guise, Lloyd Robson Oval y Bava Park. Finalmente, esos cuatro estadios fueron escogidos como sedes.
| Estadio Hubert Murray | Estadio Sir John Guise | National Football Stadium | Bava Park        |
| Capacidad: 20.000     | Capacidad: 15.000      | Capacidad: 15.000         | Capacidad: 5.000 |
|                       |                        |                           |                  |

## Equipos participantes
Participarán 16 selecciones de las seis confederaciones afiliadas a la FIFA. Papúa Nueva Guinea clasificó automáticamente como sede, mientras que los 15 equipos restantes se definirán en los respectivos torneos de la categoría de cada confederación. 
| Competición                                        | Fecha                                     | Sede           | Plazas | Clasificados                        |
| -------------------------------------------------- | ----------------------------------------- | -------------- | ------ | ----------------------------------- |
| País anfitrión                                     | 5 de diciembre de 2013                    | Ginebra        | 1      | Papúa Nueva Guinea                  |
| Campeonato Femenino Sub-19 de la UEFA de 2014-15   | 15-27 de julio de 2015                    | Israel         | 4      | Alemania España Francia Suecia      |
| Campeonato Sub-19 femenino de la AFC de 2015       | 18-29 de agosto de 2015                   | Nankín         | 3      | Corea del Norte Corea del Sur Japón |
| Campeonato Femenino Sub-20 de la OFC 2015          | 1-10 de octubre de 2015                   | Nukualofa      | 1      | Nueva Zelanda                       |
| Torneo eliminatorio femenino sub-20 de la CAF 2016 | 23 de octubre al 8 de noviembre de 2015   | Eliminatorias  | 2      | Ghana Nigeria                       |
| Campeonato Sudamericano Femenino Sub-20 de 2015    | 18 de noviembre al 3 de diciembre de 2015 | Santos         | 2      | Brasil Venezuela                    |
| Campeonato Femenino Sub-20 de la Concacaf de 2015  | 3-13 de diciembre de 2015                 | San Pedro Sula | 3      | Canadá Estados Unidos México        |
| Total                                              | Total                                     | Total          | 16     | 16                                  |

En cursiva, los equipos debutantes.

## Sorteo
El sorteo final se realizó el día 17 de marzo de 2016 en Zúrich.
Los campeones confederativos, Alemania, Nigeria y Estados Unidos fueron al bombo 1 junto con el anfitrión Papúa Nueva Guinea, que automáticamente fue asignada al Grupo 1 como A1. Luego el sorteo siguió normalmente siempre procurando que no haya dos equipos de la misma confederación en un mismo grupo.
| Bombo 1 Cabezas de serie                                       | Bombo 2 AFC, UEFA                           | Bombo 3 OFC, CONCACAF, CONMEBOL    | Bombo 4 CAF, UEFA, CONMEBOL   |
| -------------------------------------------------------------- | ------------------------------------------- | ---------------------------------- | ----------------------------- |
| Papúa Nueva Guinea (anfitrión) Alemania Estados Unidos Nigeria | Japón Corea del Sur Corea del Norte Francia | Nueva Zelanda Brasil México Canadá | Ghana España Suecia Venezuela |

## Grupos
Los horarios corresponden a la hora de Papúa Nueva Guinea (UTC+10)

### Grupo A
| Equipo             | Pts. | PJ | PG | PE | PP | GF | GC | Dif. |
| ------------------ | ---- | -- | -- | -- | -- | -- | -- | ---- |
| Corea del Norte    | 9    | 3  | 3  | 0  | 0  | 13 | 3  | 10   |
| Brasil             | 4    | 3  | 1  | 1  | 1  | 12 | 5  | 7    |
| Suecia             | 4    | 3  | 1  | 1  | 1  | 7  | 3  | 4    |
| Papúa Nueva Guinea | 0    | 3  | 0  | 0  | 3  | 1  | 22 | −21  |

| 13 de noviembre de 2016, 16:00 | Suecia | 0:2 (0:1) | Corea del Norte              | Estadio Sir John Guise, Puerto Moresby                         |                                                                |
|                                |        | Reporte   | Ri H. S. 25' · Kim S. H. 48' | Asistencia: 4944 espectadores Árbitra: Melissa Borjas Pastrana | Asistencia: 4944 espectadores Árbitra: Melissa Borjas Pastrana |

| 13 de noviembre de 2016, 19:00 | Papúa Nueva Guinea | 0:9 (0:6) | Brasil                                                                                             | Estadio Sir John Guise, Puerto Moresby                   |                                                          |
|                                |                    | Reporte   | Duda 6' · Gabi Nunes 11' 70' · Brena 17' 24' (pen.) · Yasmim 45+1' 66' · Katrine 45+3' · Geyse 49' | Asistencia: 12 547 espectadores Árbitra: Katalin Kulcsár | Asistencia: 12 547 espectadores Árbitra: Katalin Kulcsár |

| 16 de noviembre de 2016, 16:00 | Corea del Norte                                     | 4:2 (4:1) | Brasil                            | Estadio Sir John Guise, Puerto Moresby              |                                                     |
|                                | U 20' · Ri H. S. 35' · Carla 40' (a.g.) · Jon 45+6' | Reporte   | Gabi Nunes 29' · Brena 51' (pen.) | Asistencia: 3906 espectadores Árbitra: Riem Hussein | Asistencia: 3906 espectadores Árbitra: Riem Hussein |

| 16 de noviembre de 2016, 19:00 | Papúa Nueva Guinea | 0:6 (0:2) | Suecia                                                           | Estadio Sir John Guise, Puerto Moresby           |                                                  |
|                                |                    | Reporte   | Blackstenius 8' 43' 58' 72' · Rytting Kaneryd 75' · Anvegård 82' | Asistencia: 9123 espectadores Árbitra: Aye Thein | Asistencia: 9123 espectadores Árbitra: Aye Thein |

| 20 de noviembre de 2016, 19:00 | Corea del Norte                                                        | 7:1 (4:1) | Papúa Nueva Guinea | National Football Stadium, Puerto Moresby              |                                                        |
|                                | Ri U. S. 7' · Kim S. H. 37' 45+4' 53' · Ju 45+3' · Wi 65' · Sung 90+1' | Reporte   | Ageva 16'          | Asistencia: 9231 espectadores Árbitra: Yercinia Correa | Asistencia: 9231 espectadores Árbitra: Yercinia Correa |

| 20 de noviembre de 2016, 19:00 | Brasil         | 1:1 (1:1) | Suecia           | Estadio Hubert Murray, Puerto Moresby            |                                                  |
|                                | Gabi Nunes 31' | Reporte   | Blackstenius 14' | Asistencia: 3553 espectadores Árbitra: Qin Liang | Asistencia: 3553 espectadores Árbitra: Qin Liang |

### Grupo B
| Equipo  | Pts. | PJ | PG | PE | PP | GF | GC | Dif. |
| ------- | ---- | -- | -- | -- | -- | -- | -- | ---- |
| Japón   | 6    | 3  | 2  | 0  | 1  | 11 | 1  | 10   |
| España  | 6    | 3  | 2  | 0  | 1  | 7  | 2  | 5    |
| Nigeria | 6    | 3  | 2  | 0  | 1  | 5  | 8  | −3   |
| Canadá  | 0    | 3  | 0  | 0  | 3  | 1  | 13 | −12  |

| 13 de noviembre de 2016, 16:00 | España                                                          | 5:0 (2:0) | Canadá | Bava Park, Puerto Moresby                        |                                                  |
|                                | Caldentey 2' · L. García 30' 90+5' · Bonmatí 58' · Guijarro 87' | Reporte   |        | Asistencia: 1187 espectadores Árbitra: Qin Liang | Asistencia: 1187 espectadores Árbitra: Qin Liang |

| 13 de noviembre de 2016, 19:00 | Japón                                   | 6:0 (2:0) | Nigeria | Bava Park, Puerto Moresby                                 |                                                           |
|                                | Momiki 34' 51' 56' · Ueno 37' 62' 82' · | Reporte   |         | Asistencia: 1651 espectadores Árbitra: Quetzalli Alvarado | Asistencia: 1651 espectadores Árbitra: Quetzalli Alvarado |

| 16 de noviembre de 2016, 16:00 | España               | 1:0 (0:0) | Japón | Bava Park, Puerto Moresby                             |                                                       |
|                                | Caldentey 81' (pen.) | Reporte   |       | Asistencia: 858 espectadores Árbitra: Marianela Araya | Asistencia: 858 espectadores Árbitra: Marianela Araya |

| 16 de noviembre de 2016, 19:00 | Nigeria                                        | 3:1 (1:1) | Canadá    | Bava Park, Puerto Moresby                           |                                                     |
|                                | Uchendu 45+1' (pen.) · Bokiri 46' · Ihezuo 73' | Reporte   | Carle 15' | Asistencia: 1748 espectadores Árbitra: Sara Persson | Asistencia: 1748 espectadores Árbitra: Sara Persson |

| 20 de noviembre de 2016, 19:00 | Nigeria                    | 2:1 (1:1) | España     | Estadio Hubert Murray, Puerto Moresby                          |                                                                |
|                                | Onyebuchi 12' · Ihezuo 72' | Reporte   | Redondo 7' | Asistencia: 2032 espectadores Árbitra: Melissa Borjas Pastrana | Asistencia: 2032 espectadores Árbitra: Melissa Borjas Pastrana |

| 20 de noviembre de 2016, 19:00 | Canadá | 0:5 (0:2) | Japón                                                  | National Football Stadium, Puerto Moresby            |                                                      |
|                                |        | Reporte   | Hasegawa 26' 51' · Ueno 42' · Hayashi 47' · Sugita 73' | Asistencia: 5449 espectadores Árbitra: Fatou Thioune | Asistencia: 5449 espectadores Árbitra: Fatou Thioune |

### Grupo C
| Equipo         | Pts. | PJ | PG | PE | PP | GF | GC | Dif. |
| -------------- | ---- | -- | -- | -- | -- | -- | -- | ---- |
| Estados Unidos | 5    | 3  | 1  | 2  | 0  | 4  | 2  | 2    |
| Francia        | 5    | 3  | 1  | 2  | 0  | 4  | 2  | 2    |
| Nueva Zelanda  | 3    | 3  | 1  | 0  | 2  | 2  | 5  | −3   |
| Ghana          | 2    | 3  | 0  | 2  | 1  | 3  | 4  | −1   |

| 14 de noviembre de 2016, 16:00 | Francia | 0:0     | Estados Unidos | Estadio Hubert Murray, Puerto Moresby                |                                                      |
|                                |         | Reporte |                | Asistencia: 2033 espectadores Árbitra: Casey Reibelt | Asistencia: 2033 espectadores Árbitra: Casey Reibelt |

| 14 de noviembre de 2016, 19:00 | Ghana | 0:1 (0:0) | Nueva Zelanda   | Estadio Hubert Murray, Puerto Moresby                   |                                                         |
|                                |       | Reporte   | Christensen 89' | Asistencia: 2877 espectadores Árbitra: Monika Mularczyk | Asistencia: 2877 espectadores Árbitra: Monika Mularczyk |

| 17 de noviembre de 2016, 16:00 | Francia                        | 2:2 (1:1) | Ghana                         | Estadio Hubert Murray, Puerto Moresby                    |                                                          |
|                                | D. Cascarino 30' · Matéo 90+5' | Reporte   | Owusu-Ansah 44' · Ayieyam 65' | Asistencia: 808 espectadores Árbitra: Quetzalli Alvarado | Asistencia: 808 espectadores Árbitra: Quetzalli Alvarado |

| 17 de noviembre de 2016, 19:00 | Nueva Zelanda | 1:3 (0:2) | Estados Unidos                  | Estadio Hubert Murray, Puerto Moresby                 |                                                       |
|                                | Coombes 76'   | Reporte   | Sanchez 3' · Pugh 8' · Watt 82' | Asistencia: 2399 espectadores Árbitra: Therese Neguel | Asistencia: 2399 espectadores Árbitra: Therese Neguel |

| 21 de noviembre de 2016, 16:00 | Nueva Zelanda | 0:2 (0:1) | Francia               | Bava Park, Puerto Moresby                          |                                                    |
|                                |               | Reporte   | Léger 17' · Matéo 47' | Asistencia: 995 espectadores Árbitra: Silvia Reyes | Asistencia: 995 espectadores Árbitra: Silvia Reyes |

| 21 de noviembre de 2016, 16:00 | Estados Unidos | 1:1 (1:1) | Ghana             | Estadio Sir John Guise, Puerto Moresby              |                                                     |
|                                | Pugh 22'       | Reporte   | Murphy 20' (a.g.) | Asistencia: 3076 espectadores Árbitra: Sara Persson | Asistencia: 3076 espectadores Árbitra: Sara Persson |

### Grupo D
| Equipo        | Pts. | PJ | PG | PE | PP | GF | GC | Dif. |
| ------------- | ---- | -- | -- | -- | -- | -- | -- | ---- |
| Alemania      | 9    | 3  | 3  | 0  | 0  | 8  | 1  | 7    |
| México        | 6    | 3  | 2  | 0  | 1  | 5  | 5  | 0    |
| Corea del Sur | 3    | 3  | 1  | 0  | 2  | 3  | 4  | −1   |
| Venezuela     | 0    | 3  | 0  | 0  | 3  | 3  | 9  | −6   |

| 14 de noviembre de 2016, 16:00 | Alemania                   | 3:1 (2:1) | Venezuela      | National Football Stadium, Puerto Moresby             |                                                       |
|                                | Gier 2' 45' · Schüller 51' | Reporte   | Speckmaier 26' | Asistencia: 1858 espectadores Árbitra: Finau Vulivuli | Asistencia: 1858 espectadores Árbitra: Finau Vulivuli |

| 14 de noviembre de 2016, 19:00 | México                      | 2:0 (0:0) | Corea del Sur | National Football Stadium, Puerto Moresby            |                                                      |
|                                | Crowther 56' · Palacios 89' | Reporte   |               | Asistencia: 4511 espectadores Árbitra: Jana Adámková | Asistencia: 4511 espectadores Árbitra: Jana Adámková |

| 17 de noviembre de 2016, 16:00 | Alemania                      | 3:0 (0:0) | México | National Football Stadium, Puerto Moresby           |                                                     |
|                                | Sanders 48' 85' · Matheis 67' | Reporte   |        | Asistencia: 2685 espectadores Árbitra: Silvia Reyes | Asistencia: 2685 espectadores Árbitra: Silvia Reyes |

| 17 de noviembre de 2016, 19:00 | Corea del Sur                                | 3:0 (0:0) | Venezuela | National Football Stadium, Puerto Moresby              |                                                        |
|                                | Namgung 77' (pen.) · Han 80' · Kim S. M. 90' | Reporte   |           | Asistencia: 6108 espectadores Árbitra: Katalin Kulcsár | Asistencia: 6108 espectadores Árbitra: Katalin Kulcsár |

| 21 de noviembre de 2016, 19:00 | Corea del Sur | 0:2 (0:2) | Alemania                    | Estadio Sir John Guise, Puerto Moresby                 |                                                        |
|                                |               | Reporte   | Orschmann 13' · Sanders 25' | Asistencia: 7218 espectadores Árbitra: Marianela Araya | Asistencia: 7218 espectadores Árbitra: Marianela Araya |

| 21 de noviembre de 2016, 19:00 | Venezuela               | 2:3 (0:2) | México                            | Bava Park, Puerto Moresby                               |                                                         |
|                                | García 55' · Moreno 83' | Reporte   | Palacios 4' 10' · T. González 53' | Asistencia: 2076 espectadores Árbitra: Monika Mularczyk | Asistencia: 2076 espectadores Árbitra: Monika Mularczyk |

## Segunda fase
|  | Cuartos de final                    | Cuartos de final                    |                 |                         | Semifinales                    | Semifinales                    |                |                 | Final                         | Final                         |  |
|  | Puerto Moresby 24 y 25 de noviembre | Puerto Moresby 24 y 25 de noviembre |                 |                         | Puerto Moresby 29 de noviembre | Puerto Moresby 29 de noviembre |                |                 | Puerto Moresby 3 de diciembre | Puerto Moresby 3 de diciembre |  |
|  |                                     |                                     |                 |                         |                                |                                |                |                 |                               |                               |  |
|  |                                     |                                     |                 |                         |                                |                                |                |                 |                               |                               |  |
|  | Corea del Norte (t. s.)             | 3                                   |                 |                         |                                |                                |                |                 |                               |                               |  |
|  | Corea del Norte (t. s.)             | 3                                   |                 |                         |                                |                                |                |                 |                               |                               |  |
|  | España                              | 2                                   |                 |                         |                                |                                |                |                 |                               |                               |  |
|  | España                              | 2                                   |                 | Corea del Norte (t. s.) | 2                              |                                |                |                 |                               |                               |  |
|  |                                     |                                     |                 | Corea del Norte (t. s.) | 2                              |                                |                |                 |                               |                               |  |
|  |                                     |                                     | Estados Unidos  | 1                       |                                |                                |                |                 |                               |                               |  |
|  | Estados Unidos                      | 2                                   | Estados Unidos  | 1                       |                                |                                |                |                 |                               |                               |  |
|  | Estados Unidos                      | 2                                   |                 |                         |                                |                                |                |                 |                               |                               |  |
|  | México                              | 1                                   |                 |                         |                                |                                |                |                 |                               |                               |  |
|  | México                              | 1                                   |                 |                         |                                |                                |                | Corea del Norte | 3                             |                               |  |
|  |                                     |                                     |                 |                         |                                |                                |                | Corea del Norte | 3                             |                               |  |
|  |                                     |                                     | Francia         | 1                       |                                |                                |                |                 |                               |                               |  |
|  | Japón                               | 3                                   | Francia         | 1                       |                                |                                |                |                 |                               |                               |  |
|  | Japón                               | 3                                   |                 |                         |                                |                                |                |                 |                               |                               |  |
|  | Brasil                              | 1                                   |                 |                         |                                |                                |                |                 |                               |                               |  |
|  | Brasil                              | 1                                   |                 | Japón                   | 1                              |                                |                | Tercer lugar    | Tercer lugar                  |                               |  |
|  |                                     |                                     |                 | Japón                   | 1                              |                                |                | Tercer lugar    | Tercer lugar                  |                               |  |
|  |                                     |                                     | Francia (t. s.) | 2                       |                                |                                |                |                 |                               |                               |  |
|  | Alemania                            | 0                                   | Francia (t. s.) | 2                       |                                |                                | Estados Unidos | 0               |                               |                               |  |
|  | Alemania                            | 0                                   |                 |                         |                                |                                | Estados Unidos | 0               |                               |                               |  |
|  | Francia                             | 1                                   |                 |                         |                                |                                |                |                 | Japón                         | 1                             |  |
|  | Francia                             | 1                                   |                 |                         |                                |                                |                |                 | Japón                         | 1                             |  |
|  |                                     |                                     |                 |                         |                                |                                |                |                 |                               |                               |  |

### Cuartos de final
| 24 de noviembre de 2016, 16:00 | Corea del Norte                        | 3:2 (2:2, 2:1) (t. s.) | España                        | National Football Stadium, Puerto Moresby            |                                                      |
|                                | Ju 18' · Ri H. S. 30' · Kim P. H. 106' | Reporte                | N. García 38' · L. García 63' | Asistencia: 3740 espectadores Árbitra: Casey Reibelt | Asistencia: 3740 espectadores Árbitra: Casey Reibelt |

| 24 de noviembre de 2016, 19:30 | Japón                            | 3:1 (1:0) | Brasil           | National Football Stadium, Puerto Moresby            |                                                      |
|                                | Moriya 45+2' · Matsubara 50' 68' | Reporte   | Gabi Nunes 90+1' | Asistencia: 9732 espectadores Árbitra: Jana Adamkova | Asistencia: 9732 espectadores Árbitra: Jana Adamkova |

| 25 de noviembre de 2016, 16:00 | Estados Unidos         | 2:1 (0:0) | México      | Estadio Sir John Guise, Puerto Moresby              |                                                     |
|                                | Watt 81' · Hedge 90+3' | Reporte   | Sánchez 66' | Asistencia: 4245 espectadores Árbitra: Reim Hussein | Asistencia: 4245 espectadores Árbitra: Reim Hussein |

| 25 de noviembre de 2016, 19:30 | Alemania | 0:1 (0:1) | Francia          | Estadio Sir John Guise, Puerto Moresby                    |                                                           |
|                                |          | Reporte   | D. Cascarino 16' | Asistencia: 9314 espectadores Árbitra: Quetzalli Alvarado | Asistencia: 9314 espectadores Árbitra: Quetzalli Alvarado |

### Semifinales
| 29 de noviembre de 2016, 16:00 | Corea del Norte        | 2:1 (1:1, 0:0) (t. s.) | Estados Unidos | Estadio Sir John Guise, Puerto Moresby                 |                                                        |
|                                | Jon 50' · Ri H. S. 91' | Reporte                | Jacobs 89'     | Asistencia: 5037 espectadores Árbitra: Katalin Kulcsár | Asistencia: 5037 espectadores Árbitra: Katalin Kulcsár |

| 29 de noviembre de 2016, 19:30 | Japón       | 1:2 (0:0, 0:0) (t. s.) | Francia                  | Estadio Sir John Guise, Puerto Moresby                           |                                                                  |
|                                | Momiki 109' | Reporte                | Matéo 99' · Gathrat 101' | Asistencia: 11 313 espectadores Árbitra: Melissa Borjas Pastrana | Asistencia: 11 313 espectadores Árbitra: Melissa Borjas Pastrana |

### Tercer puesto
| 3 de diciembre de 2016, 16:00 | Estados Unidos | 0:1 (0:0) | Japón    | National Football Stadium, Puerto Moresby        |                                                  |
|                               |                | Reporte   | Ueno 87' | Asistencia: 8093 espectadores Árbitra: Qin Liang | Asistencia: 8093 espectadores Árbitra: Qin Liang |

### Final
| 3 de diciembre de 2016, 19:30 | Corea del Norte                  | 3:1 (1:1) | Francia    | National Football Stadium, Puerto Moresby              |                                                        |
|                               | Wi 30' · Kim P. H. 55' · Jon 87' | Reporte   | Geyoro 17' | Asistencia: 14 752 espectadores Árbitra: Jana Adamkova | Asistencia: 14 752 espectadores Árbitra: Jana Adamkova |

|                                    |
| Bandera de Corea del Norte         |
| Campeón Corea del Norte 2.º título |

## Estadísticas
La tabla estadística no refleja la clasificación final de los equipos, sino que muestra el rendimiento de cada selección atendiendo a la ronda final alcanzada. Se asignan 3 puntos por cada victoria, 1 punto por cada empate y 0 puntos por cada derrota. Si en la segunda fase algún partido se define mediante tiros de penal, el resultado se considera como empate. El rendimiento se consigue dividiendo el número de puntos posibles ganando todos los partidos jugados entre el número de puntos obtenidos.
| Equipo | Equipo             | Pts. | PJ | PG | PE | PP | GF | GC | Dif. | Rend.   |
| ------ | ------------------ | ---- | -- | -- | -- | -- | -- | -- | ---- | ------- |
| 1      | Corea del Norte    | 18   | 6  | 6  | 0  | 0  | 21 | 7  | +14  | 100 %   |
| 2      | Francia            | 11   | 6  | 3  | 2  | 1  | 8  | 6  | +2   | 61,11 % |
| 3      | Japón              | 12   | 6  | 4  | 0  | 2  | 16 | 4  | +12  | 66,67 % |
| 4      | Estados Unidos     | 8    | 6  | 2  | 2  | 2  | 7  | 6  | +1   | 44,44 % |
| 5      | Alemania           | 9    | 4  | 3  | 0  | 1  | 8  | 2  | +6   | 75 %    |
| 6      | España             | 6    | 4  | 2  | 0  | 2  | 9  | 5  | +4   | 50 %    |
| 7      | México             | 6    | 4  | 2  | 0  | 2  | 6  | 7  | -1   | 50 %    |
| 8      | Brasil             | 4    | 4  | 1  | 1  | 2  | 13 | 8  | +5   | 33,33 % |
| 9      | Nigeria            | 6    | 3  | 2  | 0  | 1  | 5  | 8  | -3   | 66,67 % |
| 10     | Suecia             | 4    | 3  | 1  | 1  | 1  | 7  | 3  | +4   | 44,44 % |
| 11     | Corea del Sur      | 3    | 3  | 1  | 0  | 2  | 3  | 4  | -1   | 33,33 % |
| 12     | Nueva Zelanda      | 3    | 3  | 1  | 0  | 2  | 2  | 5  | -3   | 33,33 % |
| 13     | Ghana              | 2    | 3  | 0  | 2  | 1  | 3  | 4  | -1   | 22,22 % |
| 14     | Venezuela          | 0    | 3  | 0  | 0  | 3  | 3  | 9  | -6   | 0 %     |
| 15     | Canadá             | 0    | 3  | 0  | 0  | 3  | 1  | 13 | -12  | 0 %     |
| 16     | Papúa Nueva Guinea | 0    | 3  | 0  | 0  | 3  | 1  | 22 | -21  | 0 %     |

## Premios

### Balón de Oro
El Balón de Oro se otorga a la mejor jugadora de la competición, quien es escogida por un grupo de técnicos de la FIFA basándose en las actuaciones a lo largo de la competición. Para la evaluación son tomados en cuenta varios aspectos como las capacidades ofensivas y defensivas, los goles anotados, las asistencias de gol, el liderazgo para su equipo, el comportamiento de la jugadora y la ronda hasta la que llegó su equipo. La segunda mejor jugadora se lleva el Balón de Plata y la tercera el Balón de Bronce.
|                 | Premio          | Jugadora           | Selección       |
| --------------- | --------------- | ------------------ | --------------- |
| Balón de Oro    | Balón de Oro    | Hina Sugita        | Japón           |
| Balón de Plata  | Balón de Plata  | Kim So-hyang       | Corea del Norte |
| Balón de Bronce | Balón de Bronce | Delphine Cascarino | Francia         |

### Bota de Oro
La Bota de Oro es el premio para la mayor goleadora de la Copa Mundial. Para escoger a la ganadora se tiene en cuenta en primer lugar quien ha anotado más goles, en caso de empate queda por delante quien tenga más asistencias de gol realizadas y, por último, si se empata con los dos criterios anteriores, queda por delante quien haya realizado eso jugando menos minutos. La segunda mayor goleadora se lleva la Bota de Plata y la tercera la Bota de Bronce.
|                | Premio         | Jugadora           | Selección | Goles | Asistencias | Minutos jugados |
| -------------- | -------------- | ------------------ | --------- | ----- | ----------- | --------------- |
| Bota de Oro    | Bota de Oro    | Mami Ueno          | Japón     | 5     | 2           | 350'            |
|                | Bota de Plata  | Gabi Nunes         | Brasil    | 5     | 1           | 360'            |
| Bota de Bronce | Bota de Bronce | Stina Blackstenius | Suecia    | 5     | 0           | 270'            |

### Guante de Oro
El Guante de Oro es el premio a la mejor portera de la Copa Mundial. Es otorgado por un grupo técnicos de la FIFA, que evalúa a todas las jugadoras de esa posición, basándose en las actuaciones a lo largo de la competición.
|               | Premio        | Jugadora      | Selección |
| ------------- | ------------- | ------------- | --------- |
| Guante de Oro | Guante de Oro | Mylène Chavas | Francia   |

### Juego limpio
El Premio al Juego Limpio de la FIFA es otorgado por un grupo de técnicos de la FIFA al equipo con el mejor récord de juego limpio, es decir, aquel equipo que acumule menos faltas, menos tarjetas amarillas y menos tarjetas rojas, así como aquel equipo con mayor respeto hacia las árbitras, hacia las contrarias y hacia el público. Todos estos aspectos son evaluados, a través de un sistema de puntos y criterios establecidos por el Reglamento de la competición.
| Premio                            | Selección |
| Premio al Juego Limpio de la FIFA | Japón     |
| --------------------------------- | --------- |